# 南区 (福岡市)
南区（みなみく）は、福岡市を構成する7区の行政区の一つである。

## 地理
福岡市の南部に位置し、春日市および那珂川市に接する。区域の大半が住宅地である。区の中心は区役所や西鉄天神大牟田線大橋駅がある大橋地区で、この地域は商業地となっている。北西部の中央区との区境には鴻巣山（100.5メートル）がある。区西南部の柏原・桧原地区は油山（597メートル）の中腹からふもとにかけて広がる。その油山は市民の憩いの場となっている。この山から樋井川が、おおよそ北向きに流れ出している。
福岡市の7行政区中、南区と城南区の2区のみが海に全く面しておらず内陸部に位置している。

### 区内の地域名一覧
- 五十川一丁目・二丁目
- 井尻一丁目 - 五丁目
- 折立町
- 高木一丁目 - 三丁目
- 横手一丁目 - 四丁目
- 横手南町
- 曰佐一丁目 - 五丁目
- 柳瀬一丁目・二丁目
- 的場一丁目・二丁目
- 弥永団地
- 弥永一丁目 - 五丁目
- 警弥郷一丁目 - 三丁目
- 清水一丁目 - 四丁目
- 塩原一丁目 - 四丁目
- 大橋一丁目 - 四丁目
- 南大橋一丁目・二丁目
- 向野一丁目・二丁目
- 筑紫丘一丁目・二丁目
- 玉川町
- 大橋団地
- 野間一丁目 - 四丁目
- 若久一丁目 - 六丁目
- 和田一丁目 - 四丁目
- 三宅一丁目 - 三丁目
- 向新町一丁目・二丁目
- 老司一丁目 - 五丁目
- 野多目一丁目 - 六丁目
- 若久団地
- 屋形原一丁目 - 四丁目
- 鶴田一丁目 - 四丁目
- 柏原一丁目 - 七丁目
- 大字柏原
- 大平寺一丁目・二丁目
- 桧原一丁目 - 七丁目
- 大字桧原
- 花畑一丁目 - 四丁目
- 西長住一丁目 - 三丁目
- 長住一丁目 - 七丁目
- 柳河内一丁目・二丁目
- 中尾一丁目 - 三丁目
- 皿山一丁目 - 四丁目
- 平和一丁目・二丁目・四丁目（三丁目・五丁目は1982年に中央区へ編入[1]）
- 多賀一丁目・二丁目
- 大池一丁目・二丁目
- 寺塚一丁目・二丁目
- 長丘一丁目 - 五丁目
- 那の川一丁目・二丁目
- 大楠一丁目 - 三丁目
- 高宮一丁目 - 五丁目
- 市崎一丁目・二丁目

## 歴史
大和時代に朝廷の出先機関である筑紫官家（つくしのみやけ）が区内の三宅地区にあったとされる。区域はかつて八幡（やはた）村・樋井川村・三宅村・曰佐（おさ）村という独立した自治体であったが、1926年（大正15年）から1954年（昭和29年）にかけて順次福岡市に編入された。
1950年（昭和25年）頃までは水田が点在する集落だったが、福岡市の人口増加によって急速に住宅地として発展した。1972年（昭和47年）4月1日、福岡市が政令指定都市となった際に行政区として発足した。

## 人口の変遷
- 1975年　193,822
- 1980年　211,485
- 1985年　218,185
- 1990年　233,137
- 1995年　238,652
- 2000年　243,039
- 2005年　246,367
- 2010年　247,096
- 2015年　255,797
- 2020年　265,583

## 地域

### 教育

#### 大学・短期大学
- 九州大学大橋キャンパス（旧九州芸術工科大学）
- 第一薬科大学
- 純真学園大学
- 福岡女学院大学・短期大学
- 純真短期大学
- 香蘭女子短期大学

#### 高等学校
県立
- 福岡県立筑紫丘高等学校
- 福岡県立柏陵高等学校

市立
- 福岡市立福翔高等学校

私立
- 福岡第一高等学校
- 第一薬科大学付属高等学校
- 純真高等学校
- 福岡女学院高等学校
- 福岡海星女子学院高等学校

#### 中学校
市立
- 福岡市立高宮中学校
- 福岡市立三宅中学校
- 福岡市立花畑中学校
- 福岡市立春吉中学校
- 福岡市立筑紫丘中学校
- 福岡市立曰佐中学校
- 福岡市立長丘中学校
- 福岡市立老司中学校
- 福岡市立柏原中学校
- 福岡市立宮竹中学校
- 福岡市立横手中学校
- 福岡市立野間中学校

私立
- 福岡女学院中学校
- 純真中学校（休校中）

過去に存在した学校
- 福岡海星女子学院中学校（私立: 2008年（平成20年）3月31日廃止）

#### 小学校
市立
| - 福岡市立三宅小学校 - 福岡市立花畑小学校 - 福岡市立玉川小学校 - 福岡市立西高宮小学校 - 福岡市立曰佐小学校 - 福岡市立宮竹小学校 - 福岡市立大楠小学校 - 福岡市立若久小学校 - 福岡市立東若久小学校 | - 福岡市立老司小学校 - 福岡市立長住小学校 - 福岡市立西長住小学校 - 福岡市立筑紫丘小学校 - 福岡市立長丘小学校 - 福岡市立西花畑小学校 - 福岡市立東花畑小学校 - 福岡市立弥永小学校 | - 福岡市立弥永西小学校 - 福岡市立鶴田小学校 - 福岡市立野多目小学校 - 福岡市立高木小学校 - 福岡市立大池小学校 - 福岡市立塩原小学校 - 福岡市立柏原小学校 - 福岡市立横手小学校 |

私立
- 福岡海星女子学院附属小学校

#### 特別支援学校
- 福岡市立若久特別支援学校
- 福岡市立屋形原特別支援学校
- 福岡市立特別支援学校清水高等学園

### 病院
- 国立病院機構九州がんセンター
- 国立病院機構福岡病院
- 福岡赤十字病院
- 公立学校共済組合九州中央病院

### 警察
- 南警察署
- 福岡自動車運転免許試験場

### 消防
- 南消防署
  - 花畑出張所
  - 曰佐出張所
  - 桧原出張所

### 郵便局
- 集配局: 筑紫郵便局・福岡南郵便局
- 無集配局: 23局
- 簡易局: 1局
- 出張所: 1ヶ所

### 国の施設
- 福岡少年院

### 文化施設
- 南市民センター・南図書館
- 福岡市男女共同参画センター（アミカス）
- 九州大学ユーザーサイエンス機構大橋サテライトLUNETTE

## 南区に本社を置く主要企業
- 九電テクノシステムズ
- 新生堂薬局
- 日創プロニティ
- ひよ子
- ボンラパス
- やずや

## 交通

### 鉄道
- 西日本鉄道（西鉄）
  - 天神大牟田線: 高宮駅 - 大橋駅 - 井尻駅
    - 西鉄平尾駅（中央区）が区境近くに所在する。
- 九州旅客鉄道（JR九州）
  - 鹿児島本線: 笹原駅
    - 竹下駅（博多区）が区境近くに所在する。

※このほか九州新幹線、西日本旅客鉄道の博多南線が区内を通っているが、区内に駅はない。また、南区は福岡市内で地下鉄が唯一通っていない区である。

### バス
- 西鉄バス
  - 桧原営業所
  - 柏原営業所

### 道路
有料道路
- 福岡高速環状線(福岡高速5号線): 野多目出入口

一般国道
- 国道385号
- 福岡外環状道路（国道202号）

県道
- 福岡県道31号福岡筑紫野線（高宮通り）
- 福岡県道49号大野城二丈線
- 福岡県道505号板付牛頸筑紫野線
- 福岡県道555号桧原比恵線
- 福岡県道575号山田中原福岡線
- 福岡県道602号後野福岡線（日赤通り）

その他の主要道路
- 市道干隈清水線（大池通り）
- 市道野間屋形原線
- 都市計画道路弥生坂鶴田線
- 都市計画道路御供所井尻線
- 都市計画道路長浜太宰府線
- 筑肥新道

## 名所・旧跡・観光スポット
- 野間大池・野間大池公園
- ABURAYAMA FUKUOKA
- 花畑園芸公園
- 博多温泉
- 旧高宮貝島家住宅高宮南緑地
- 老司古墳（現在は立入不可）
- 桧原桜
- 興宗寺
  - 穴観音

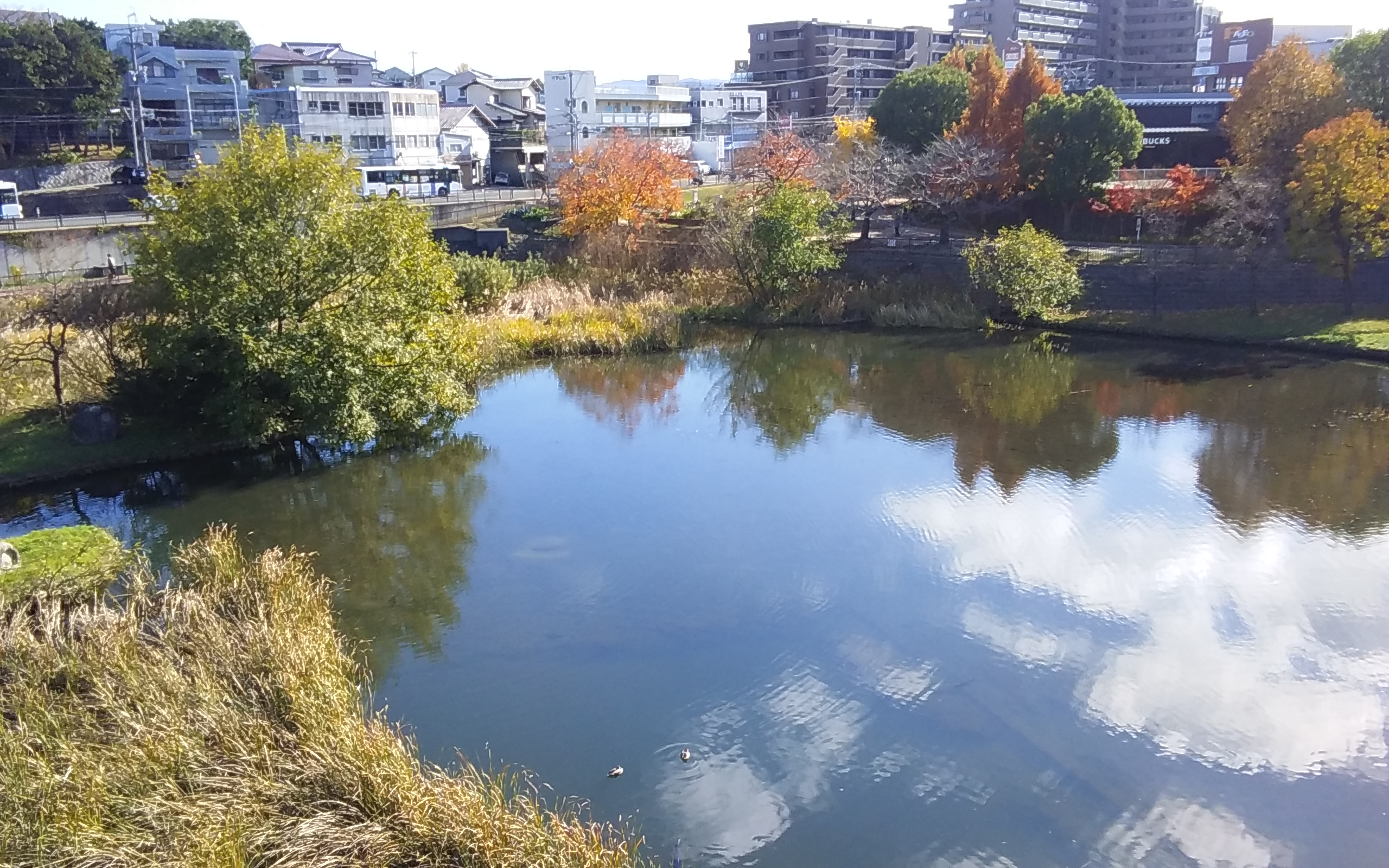
野間大池
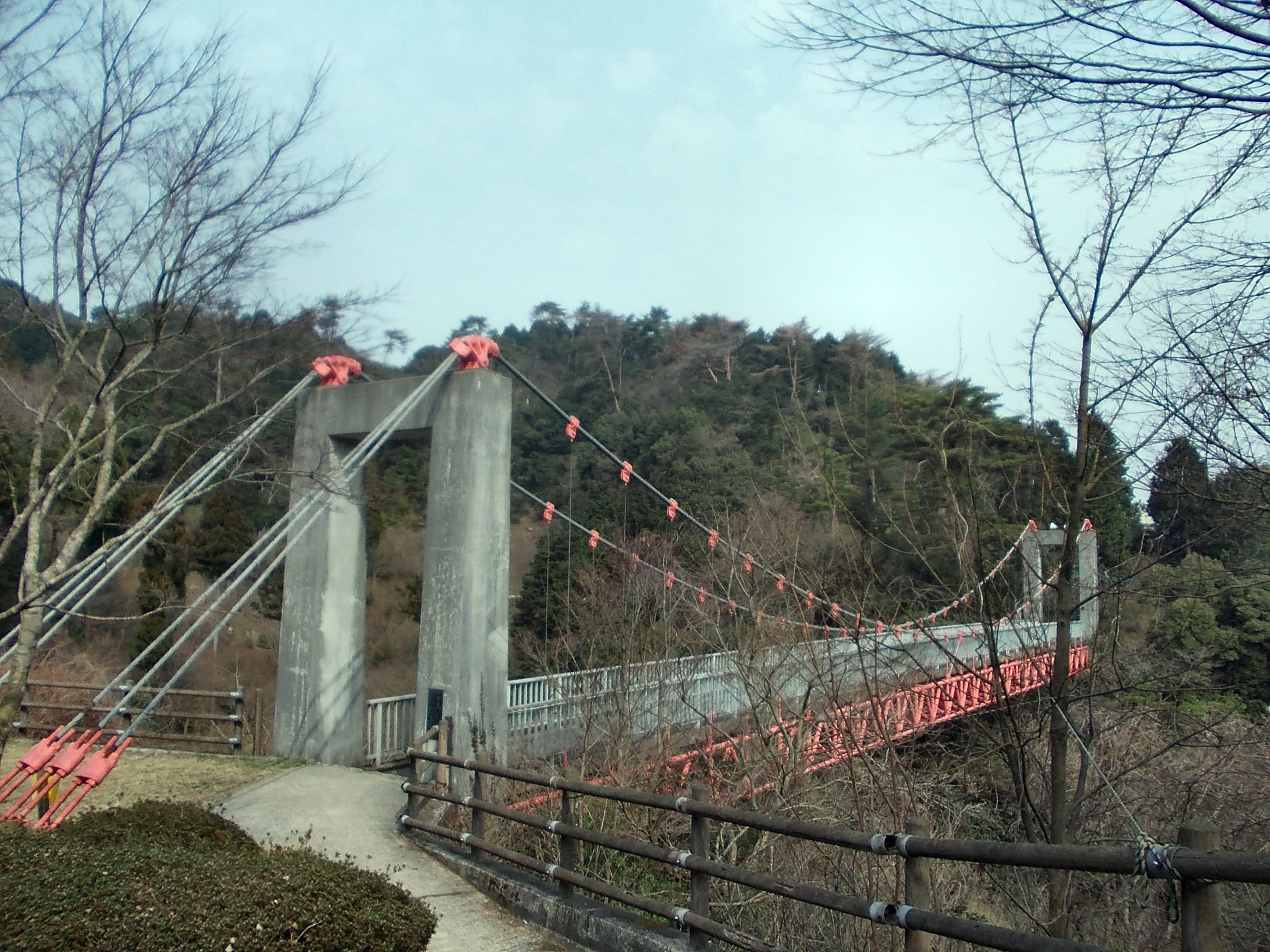
油山市民の森
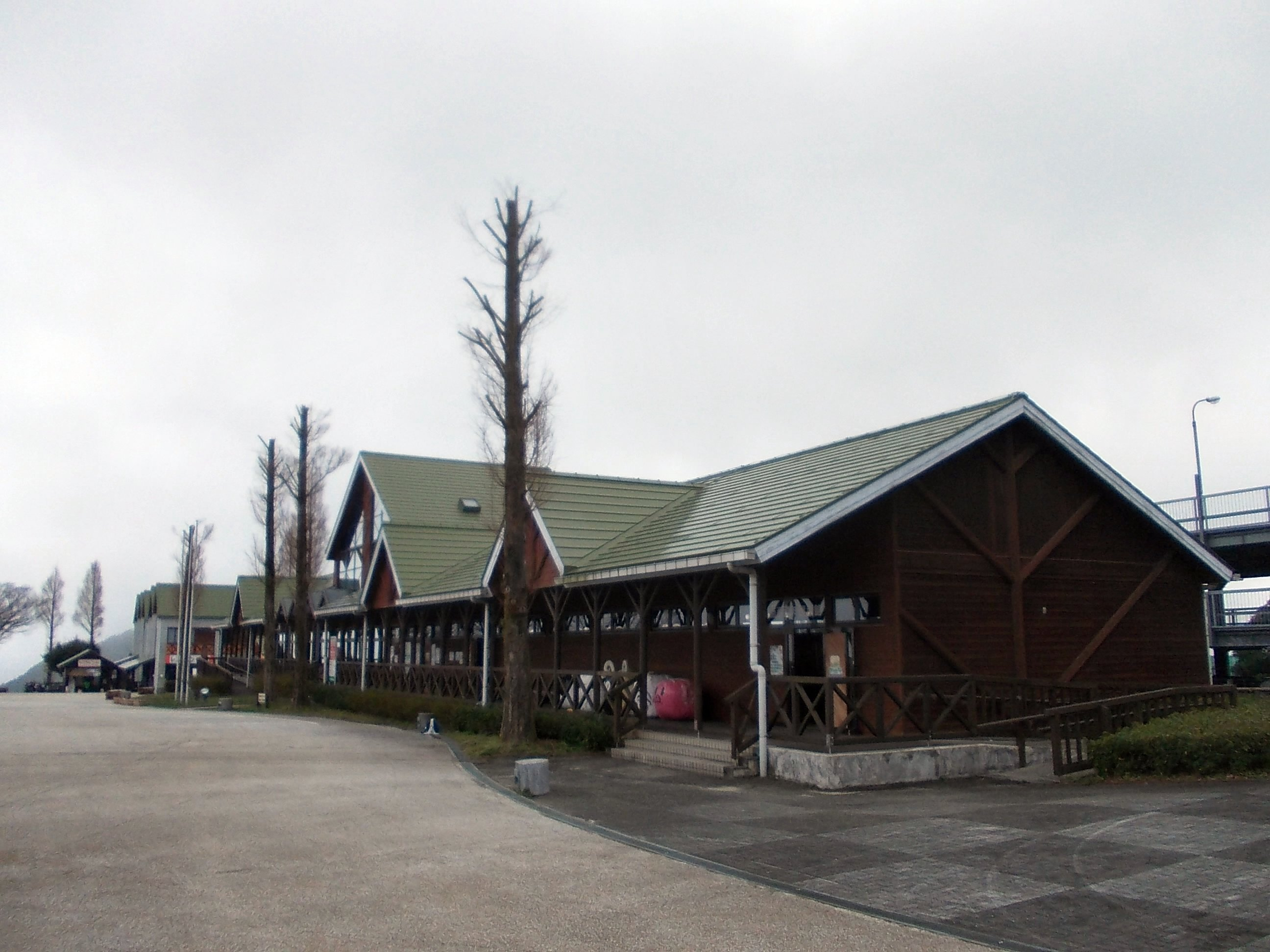
油山牧場
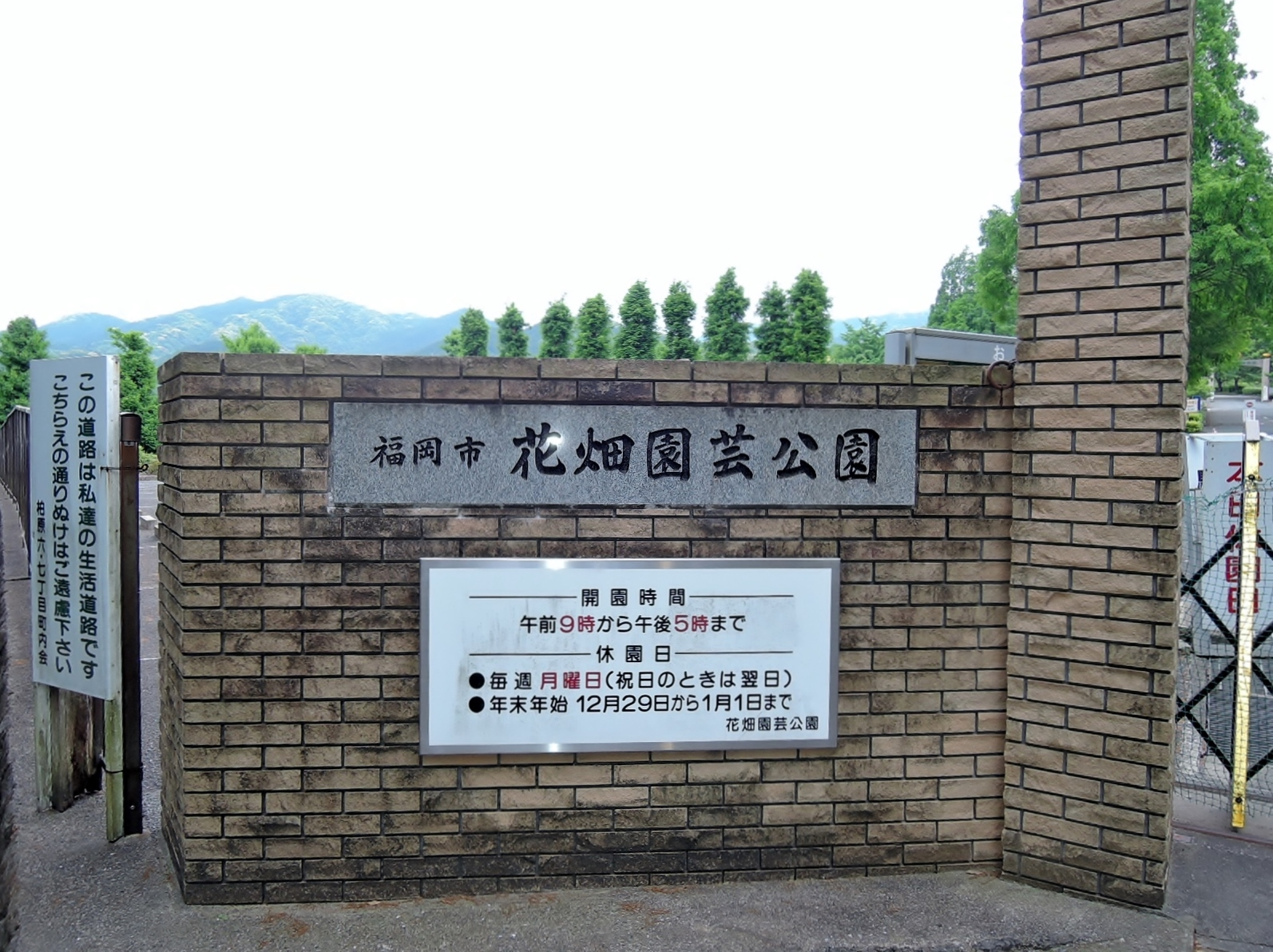
花畑園芸公園
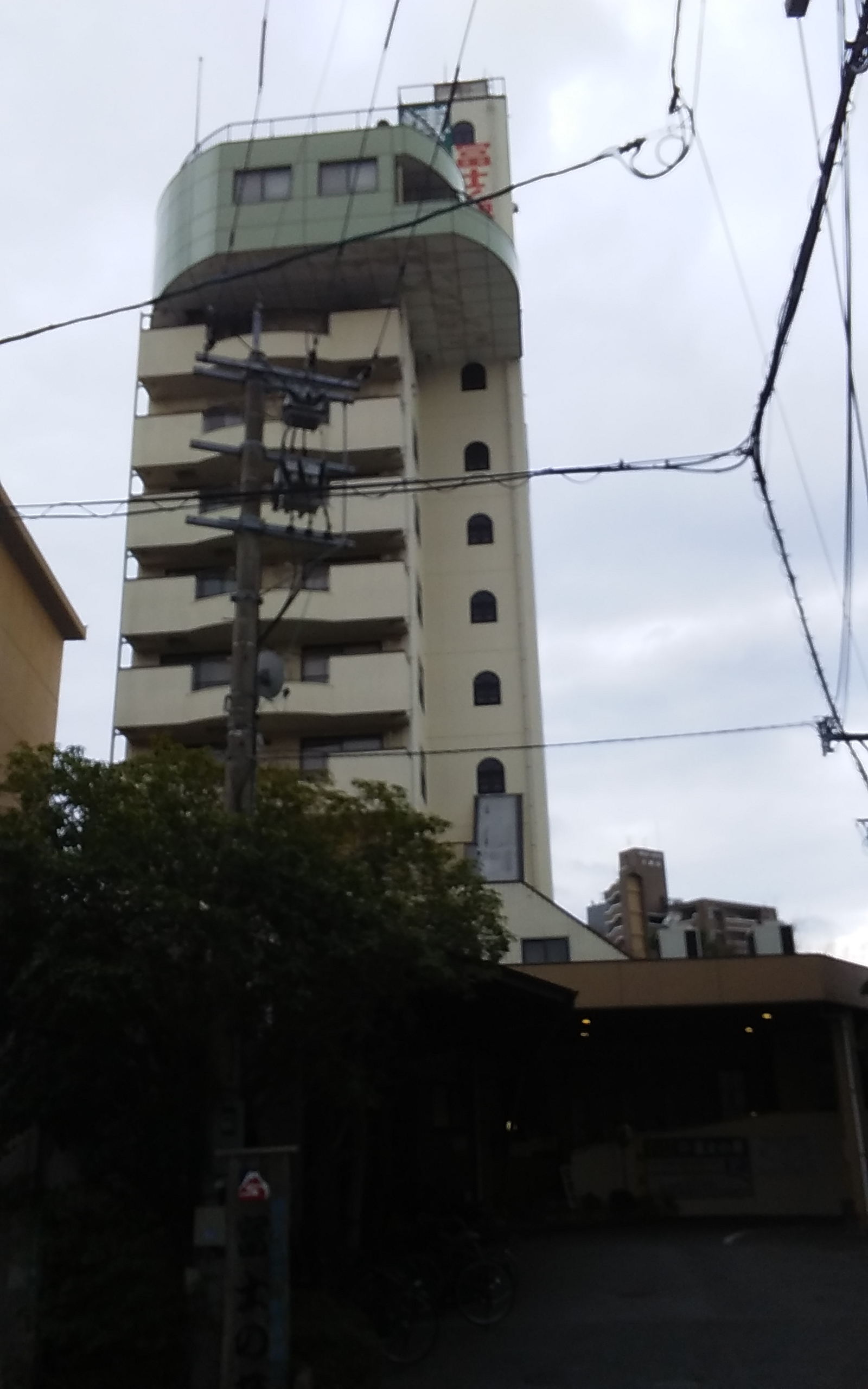
博多温泉
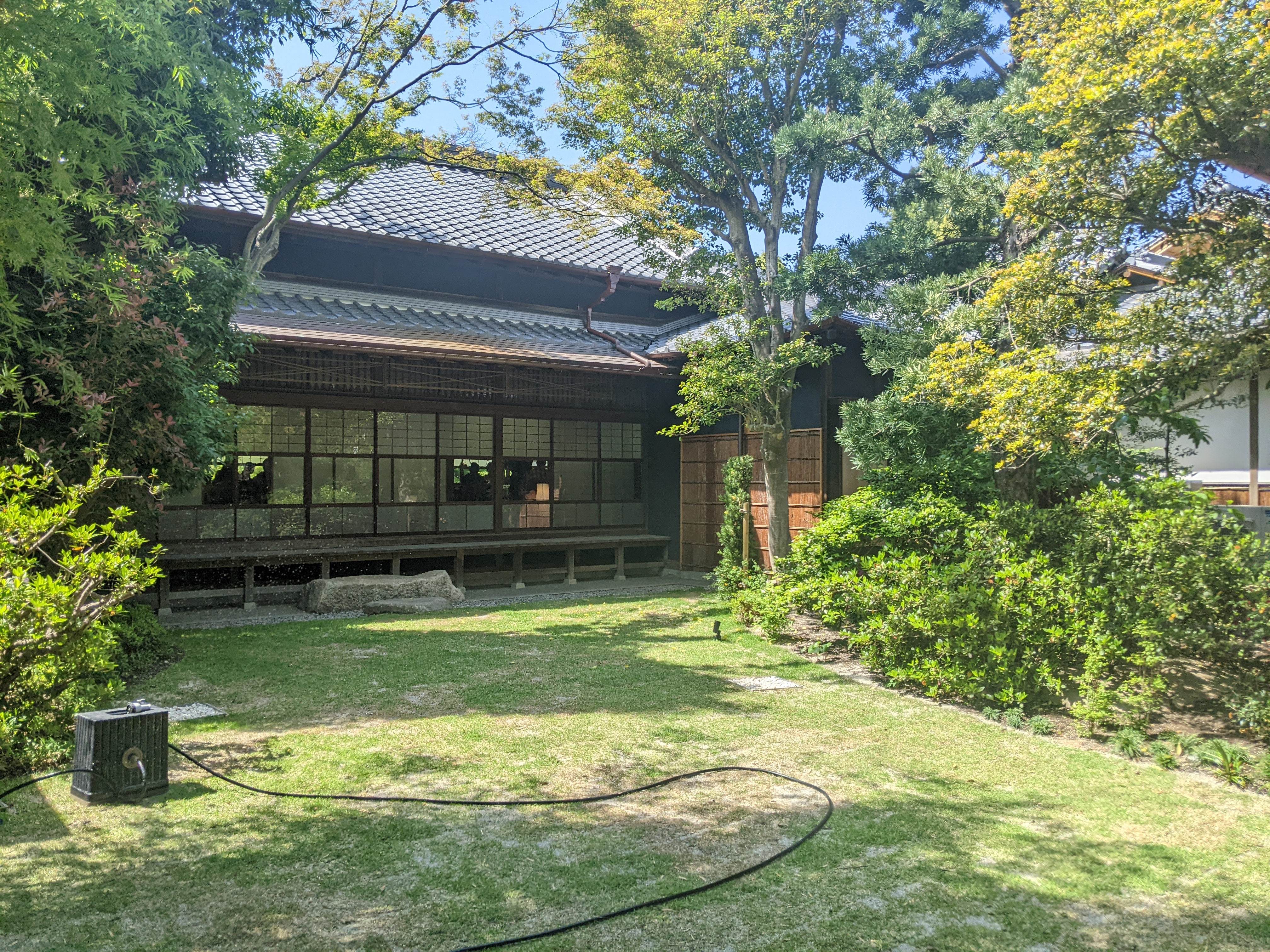
旧高宮貝島家住宅高宮南緑地
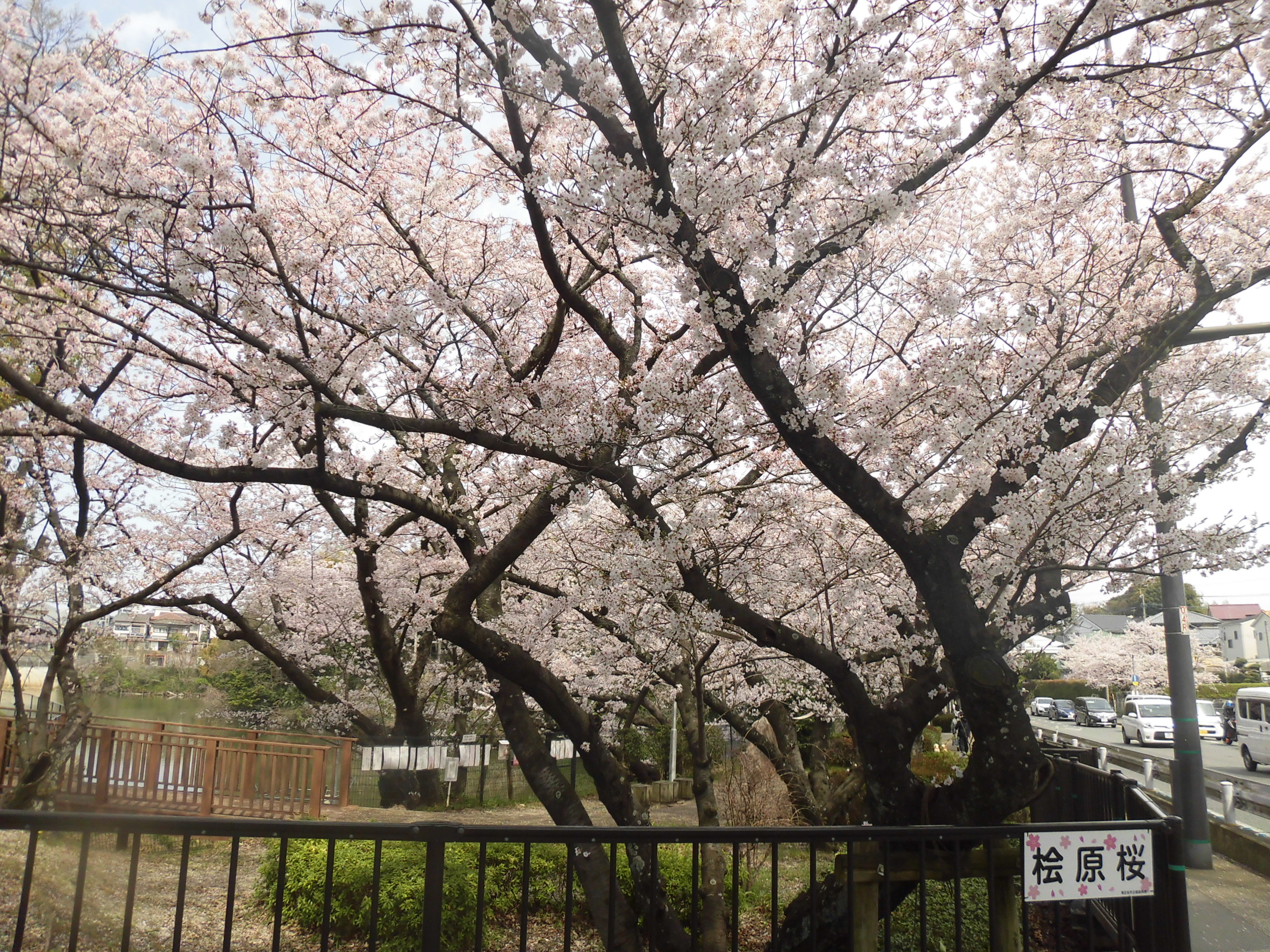
桧原桜
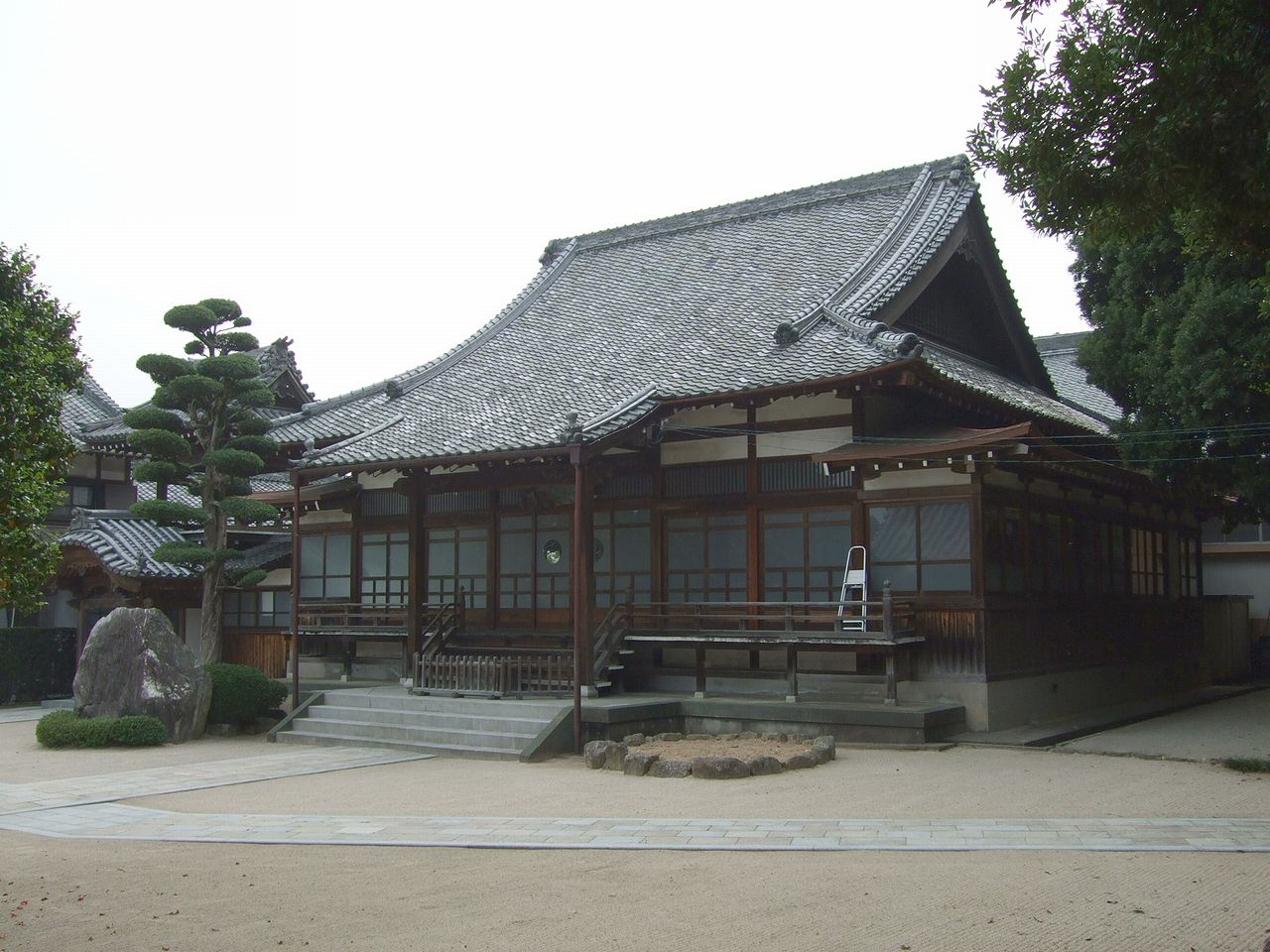
興宗寺

## 出身有名人
五十音順
- 青木康平 - プロバスケットボール選手（bjリーグ・東京アパッチ所属）
- 伊佐山ひろ子 - 女優
- 一ノ瀬美空 - 乃木坂46、アイドル
- 上野由岐子 - ソフトボール選手
- 甲斐よしひろ - ミュージシャン
- 梶原大暉 - パラバドミントン選手
- 佐々木健介 - プロレスラー
- 鹿谷弥生 - 歌手、タレント、アイドル
- 新庄剛志 - 元プロ野球選手、北海道日本ハムファイターズ監督
- タモリ - タレント、司会者
- 堤啓士朗 - プロバスケットボール選手（B.LEAGUE・ライジングゼファーフクオカ所属）
- 野田和佳子 - 女優
- 氷川きよし - 演歌歌手
- 藤本一輝 - サッカー選手
- 古本武尊 - 元プロ野球選手
- 森口博子 - 歌手、タレント
- 山野本竜規 - 元琉球放送アナウンサー、現在フリー、スピリチュアルカウンセラー
- 山下舜平大 - プロ野球選手、オリックス・バファローズ投手

## その他
テレビ西日本の本社・スタジオが1962年2月から1996年8月まで南区高宮四丁目の小高い山の上に所在していた（現在は早良区百道浜二丁目に所在）。後に、テレビ西日本の社屋の建物は、テレビ西日本の関連会社「ビデオステーション・キュー」のスタジオとなっていたが、2008年までに取り壊された。